# Koronás pitta
A koronás pitta vagy kékfejű pitta (Pitta baudii) a madarak osztályának verébalakúak (Passeriformes)  rendjébe és a pittafélék (Pittidae) családjába tartozó faj.

## Előfordulása
Borneó szigetén Brunei, Indonézia és Malajzia területén honos. Trópusi és szubtrópusi csapadékdús erdőségek lakója.

## Megjelenése
Testhossza 16-18 centiméter, testtömege 56-76 gramm közötti, a hím egy kicsit kisebb. Fejének teteje, hasa és a farka kék. Háta vörös, torka fehér színű.

## Életmódja
Hangyákkal, hernyókkal, szöcskékkel, tücskökkel táplálkozik, de a földigilisztát is elfogyasztja.